# Юричич, Сречко
Сречко Юричич (хорв. Srećko Juričić; род. 30 декабря 1954, Волоско, Приморско-Горанская жупания) — югославский футболист, игравший на позиции защитника. По завершении игровой карьеры — югославский и хорватский тренер.
Выступал, в частности, за команда «Риека», в составе которой стал двукратным обладателем Кубка Югославии.
Как тренер прежде всего известен работой на Ближнем Востоке, как с клубными командами, так и со сборными.

## Игровая карьера
Во взрослом футболе дебютировал в 1972 году выступлениями за клуб «Риека», в которой провёл двенадцать сезонов. С конца 1970-х уже был капитаном команды.
Завершил профессиональную игровую карьеру в бельгийском клубе «Винтерслаг», за команду которого выступал на протяжении 1985—1986 годов.

## Карьера тренера
Начал тренерскую карьеру, вернувшись к футболу после небольшого перерыва, в 1990 году, возглавив тренерский штаб клуба «Приморье». Со следующего года в течение сезона работал с другим словенским клубом, «Копер», уже во вновь образованном чемпионате независимой Словении.
В ноябре 1992 года вернулся в клуб «Риека» уже в качестве главного тренера команды, впрочем руководил ею только в течение двух игр. Второй приход Юричича на тренерский мостик «Риеки» состоялся летом 1993 года. На этот раз команда под его руководством провела весь сезон 1993/94, заняв по его результатам довольно приличное шестое место в первенстве.
В течение июля-сентября снова работал в Словении, с клубом «Горица», а в 1995 году был главным тренером хорватского клуба «Истра 1961».
Со второй половины 1990-х развивал тренерскую карьеру на территории Ближнего Востока. Начал работу в регионе с эмиратским клубом «Аль-Ахли» (Дубай), затем работал с молодёжной и национальной сборными этой страны.
В 2003 году принял предложение возглавить тренерский штаб сборной Бахрейна. С этой командой принял участие в единственном в своей карьере крупном турнире — Кубке Азии 2004 года, где его подопечные не только прошли групповой этап, но и, обыграв сборную Узбекистана в четвертьфинале, стали полуфиналистами континентального первенства. В полуфинале они дали бой будущим победителям турнира сборной Японии, уступив ей лишь в дополнительное время со счётом 3:4.
В течение одного года, начиная с 2005, был главным тренером сборной Омана.
Затем работал на клубном уровне с эмиратскими клубами «Шарджа» и «Аль-Васл», катарскими «Аль-Араби» и «Катар СК», а также с бахрейнским «Аль-Риффа».
Последними местами тренерской работы специалиста были сборная Йемена, главным тренером которой Сречко Юричич был с 2009 по 2010 год и аравийский клуб «Аль-Таавтун», который он возглавлял в 2012 году.
С марта 2012 года занимал должность спортивного директора своего родного клуба «Риека».

## Достижения

### Как игрока
- Обладатель Кубка Югославии (2):

«Риека»: 1977—1978, 1978—1979

### Как тренера
- Чемпион Бахрейна:

Аль-Риффа: 1997-98
- Обладатель Кубка Бахрейна:

Аль-Риффа 1998
- Обладатель Кубка ОАЭ

Шабаб Аль-Ахли 2002